# Белокрылый канареечный вьюрок
Белокрылый канареечный вьюрок (лат. Crithagra leucoptera) — птица рода Африканские канареечные вьюрки (Crithagra) из семейства вьюрковых (Fringillidae). Эндемик Западно-Капской провинции ЮАР.

## Описание
Белокрылый канареечный вьюрок — небольшая птица длиной 15—16 см с большим светлым клювом. У взрослой особи серо-коричневая верхняя часть тела, чёрная грудь, белое горло и две тонкие бугристые полосы на крыльях. Низ бугристый с лёгкими прожилками. Самцы и самки похожи, но молодые птицы имеют более сильные прожилки внизу, чем взрослые.
Зов этого вида — это трель «три-ли-ло» или «сьюит». Песня представляет собой громкую смесь трелей.

## Таксономия
Вид впервые был описан в 1871 году английским зоологом и орнитологом Ричардом Боудлером Шарпом и отнесён к роду канареечных вьюрков (Serinus). Поздний филогенетический анализ последовательностей митохондриальной и ядерной ДНК показал, что этот род был полифилетическим. В связи с этим род Serinus был разделён, и ряд видов, включая белокрылого канареечного вьюрка, были перемещены в возрождённый род Crithagra.

## Ареал и местообитание
Белокрылый канареечный вьюрок — эндемик Западно-Капской провинции ЮАР. Встречается в зарослях зрелого протея, заросших долинах и в горных лесах Западно-Капской провинции. Ареал вида, однако, не выходит к берегу океана.

## Поведение
Вьюрок строит открытое гнездо в густых кустах из тонких стеблей и другого растительного материала и выстилает его растительным пухом.
Этот вид более индивидуалистичен, чем другие представители рода. Обычно птицы встречаются поодиночке или парами, иногда небольшими группами. Это пугливая предпочитающая уединение птица, обитающая в густой растительности. При полёте, как правило, быстро ныряет обратно в укрытие. Питается семенами (особенно протеи, Othonna amplericaules и сумаха), некоторыми фруктами, нектаром и побегами, иногда — насекомыми.

## Охранный статус
Белокрылый канареечный вьюрок классифицируется как вид, близкий к уязвимому положению в Красном списке угрожаемых видов МСОП.